# チャールズ・カミレーリ
チャールズ・カミレーリ（Charles Camilleri, 1931年9月7日 - 2009年1月3日）は、マルタ共和国の作曲家。長年にわたりマルタの国民的作曲家として知られたが、もともとはピアノ・アコーディオン奏者であった。

## 解説
カミレーリはハムルーン（Ħamrun）に生まれ、10代の頃にはすでに、故郷マルタの民謡や伝説に基づいた多くの楽曲を作曲していた。彼はオーケストラ・室内楽団・声楽および独奏楽器のために100曲以上の楽曲を作っている。
カミレーリの作品は世界中で演奏され、さらには彼がヨーロッパ音楽を学究的に学んだのに加えて民謡や即興音楽（アフリカやアジアの音楽の影響）について研究したことが、彼が「国際的」様式を作り出す手助けとなり、彼は同世代の中でも著名な作曲家の一人となった。
2009年1月3日、77歳で逝去。

## 主な作品
- ピアノ協奏曲第1番「地中海」 Piano Concerto No. 1 "Mediterranean" （1948年、1978年改訂）
- ピアノ協奏曲第2番「マカーム」 Piano Concerto No. 2 "Maqam" （1967-1968年）
- ピアノ協奏曲第3番「レニングラード」 Piano Concerto No. 3 "Leningrad" （1986年）
- マルタ組曲 Malta Suite （1946年）
- チェロ協奏曲 Cello Concerto （1992年）
- フルート協奏曲 Flute Concerto （1993年）
- クラリネット協奏曲 Clarinet Concerto （1981年）
- オルガン協奏曲 Organ Concerto （1983年）
- ピアノ三重奏曲 Piano Trio （1972年）
- オルガンのための「世界のミサ」 Missa Mundi （1972年）
  1. 奉納 The Offering
  2. Fire over the Earth
  3. Fire in the Earth
  4. 聖体拝領 Communion
  5. 祈祷 Prayer
- オルガンのための「形態形成」 Morphogenesis （1978年）
  1. Le Cœur de la Matière
  2. L'énergie humaine
  3. L'atomisme de l'esprit
  4. Activation de l'énergie humaine
  5. Le monde de la Matière
- オルガンのための「平和のワイン」 Wine of Peace （1976年）
- 弦楽のための「宇宙の展望」 Cosmic Visions （1976年）
- ピアノのための「人智圏」 Noospheres （1977年）
- オルガンのための「神の愛」 L'amour de Dieu （1978年）
- 独奏チェロのための6つのアラベスク 6 arabesques　for cello solo

- オペラ「マルタの十字架」 Maltese Cross （2003年）

- 合唱曲「マルタは存在してはならない」 Maltese Yok!
- 合唱曲「精霊の言葉」 Sonus Spiritus